# 633
| [ Edytuj tabelę ]          |                            |
| Cesarz Bizancjum           | - 610 Herakliusz 641       |
| Cesarz Chin                | - 626 Tang Taizong 649     |
| Król Essexu                | - 617 Sigeberht I Mały 653 |
| Król Franków               | - 632 Dagobert I 639       |
| Cesarz Japonii             | - 629 Jomei 641            |
| Kalif                      | - 632 Abu Bakr 634         |
| Król Kentu                 | - 616 Eadbald 640          |
| Patriarcha Konstantynopola | - 610 Sergiusz I 638       |
| Władca Korei               | - 618 Yŏngnyu 642          |
| Król Longobardów           | - 626 Arioald 636          |
| Król Mercji                | - 626 Penda 655            |
| Papież                     | - 625 Honoriusz I 638      |
| Król Persji                | - 632 Jezdegerd III 651    |
| Król Wizygotów             | - 631 Sisenand 636         |

Rok 633 / DCXXXIII
stulecia: VI wiek ~
VII wiek ~
VIII wiek

lata: 623 «
628 «
629 «
630 «
631 «
632 «
633
» 634
» 635
» 636
» 637
» 638
» 643

## Wydarzenia
- 18 marca – władza nad całym Półwyspem Arabskim została skupiona w rękach Abu Bakra. Dało to podwaliny pod późniejszy pierwszy etap podbojów wojującego islamu. W następstwie Arabowie podbili Persję i obalili dynastię Sasanidów.
- Kwiecień – armia muzułmańska licząca około 18 tys. wojowników pod wodzą Chalid ibn al-Walida zaatakowała Mezopotamię. Muzułmanie odnieśli decydujące zwycięstwo w bitwie zwanej bitwą o łańcuchy (dzisiejszy Kuwejt) i bitwie zwanej bitwą o rzekę (dzisiejszy Irak). Były to pierwsze starcia armii wojującego islamu przeciwko siłom Sasanidów.
- 12 października – bitwa pod Hatfield, król Nortumbrii Edwin został pokonany przez pogańską koalicję Mercji i Walii, dowodzoną przez Pendę, króla Mercji (bitwa ta rozegrała się 12 października w roku 632 lub 633).
- Zima – York został oblężony przez wojska króla Osric. Król Cadwallon zdołał z zaskoczenia wyrwać się z obleganego miasta i zniszczył armię Osrica.
- Zdobycie Gazy przez muzułmanów.
- Czwarty synod Kościoła Wizygockiego.
- Dagobert I pod naciskiem szlachty ustanowił swego syna, Sigeberta III królem Austrazji.
- Osric zastąpił swego wuja króla Edwina na tronie Deiry. Książę Eanfrith powrócił z Pictland aby ubiegać się o koronę Bernicji w Północnej Anglii. Obaj władcy powrócili do pogaństwa.

## Zmarli
- Florentyna z Kartageny, zakonnica, święta katolicka (ur. ok. 550)